# Jambon-beurre
Pour les articles homonymes, voir Sandwich au jambon, Jambon (homonymie), Beurre (homonymie) et Parisien.
Un jambon-beurre ou parisien, spécialité culinaire traditionnelle de la cuisine parisienne, étendue à la cuisine française, est un sandwich composé d'une demi-baguette de pain fendue, tartinée avec du beurre, garnie de jambon de Paris (ou de jambon blanc), accommodé avec des cornichons. 

## Histoire

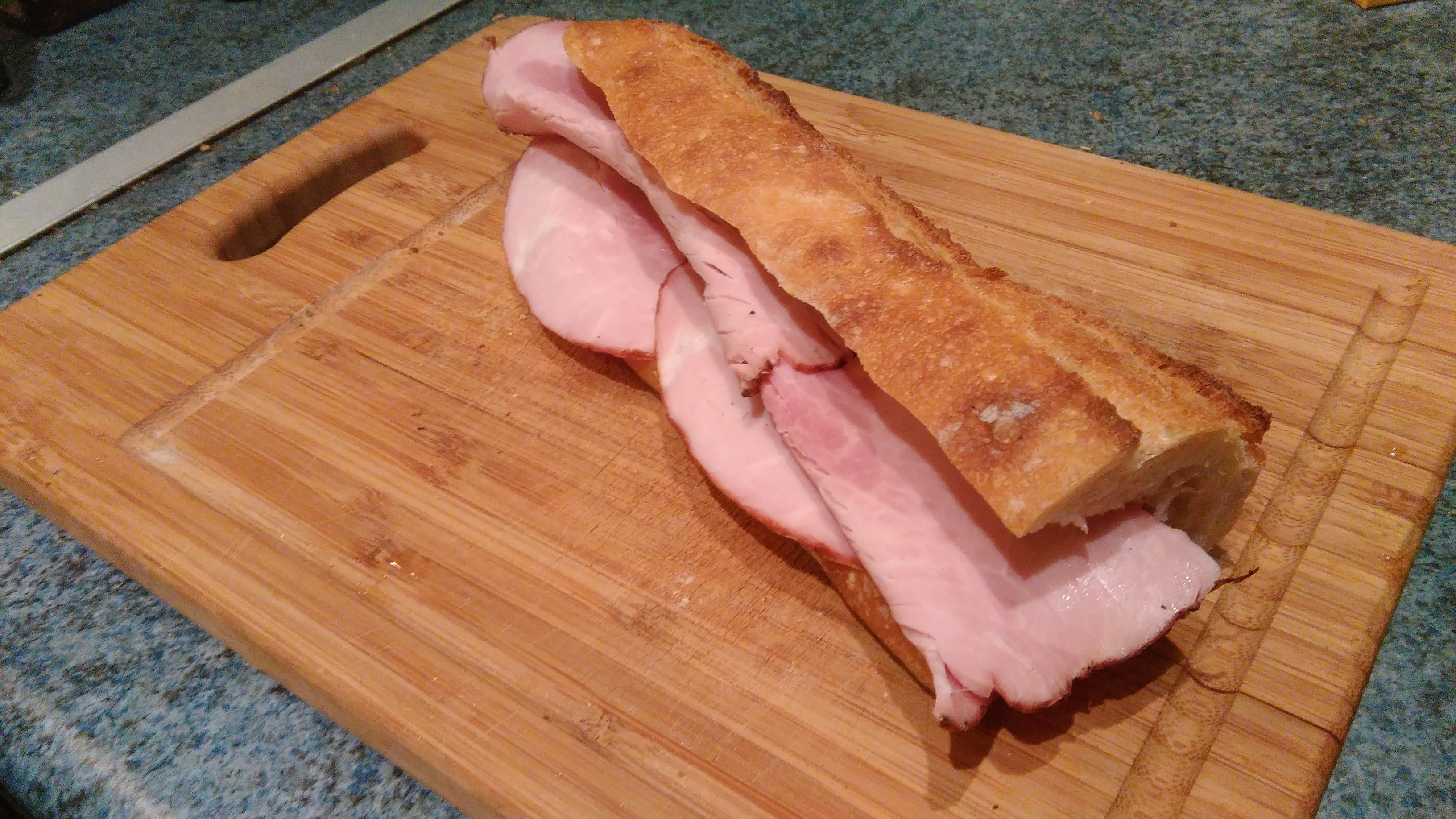

L'invention du sandwich est attribuée en 1762 à l'amirale John Montagu, 4e comte de Sandwich (Royaume-Uni), à titre de variante de l'assiette anglaise. D'origine inconnue, et lié à l'apparition de la baguette de Paris au XIXe siècle,,, le jambon-beurre se serait répandu aux Halles de Paris après la Seconde Guerre mondiale,,,. 
Économique et facile à préparer, il est souvent consommé au déjeuner. Le jambon-beurre est l'archétype du repas « casse-croûte » populaire de restauration rapide que les travailleurs français commandaient traditionnellement dans les bistros le midi, ou en boulangerie-sandwicherie, ou qu'ils préparaient pour un pique-nique. 

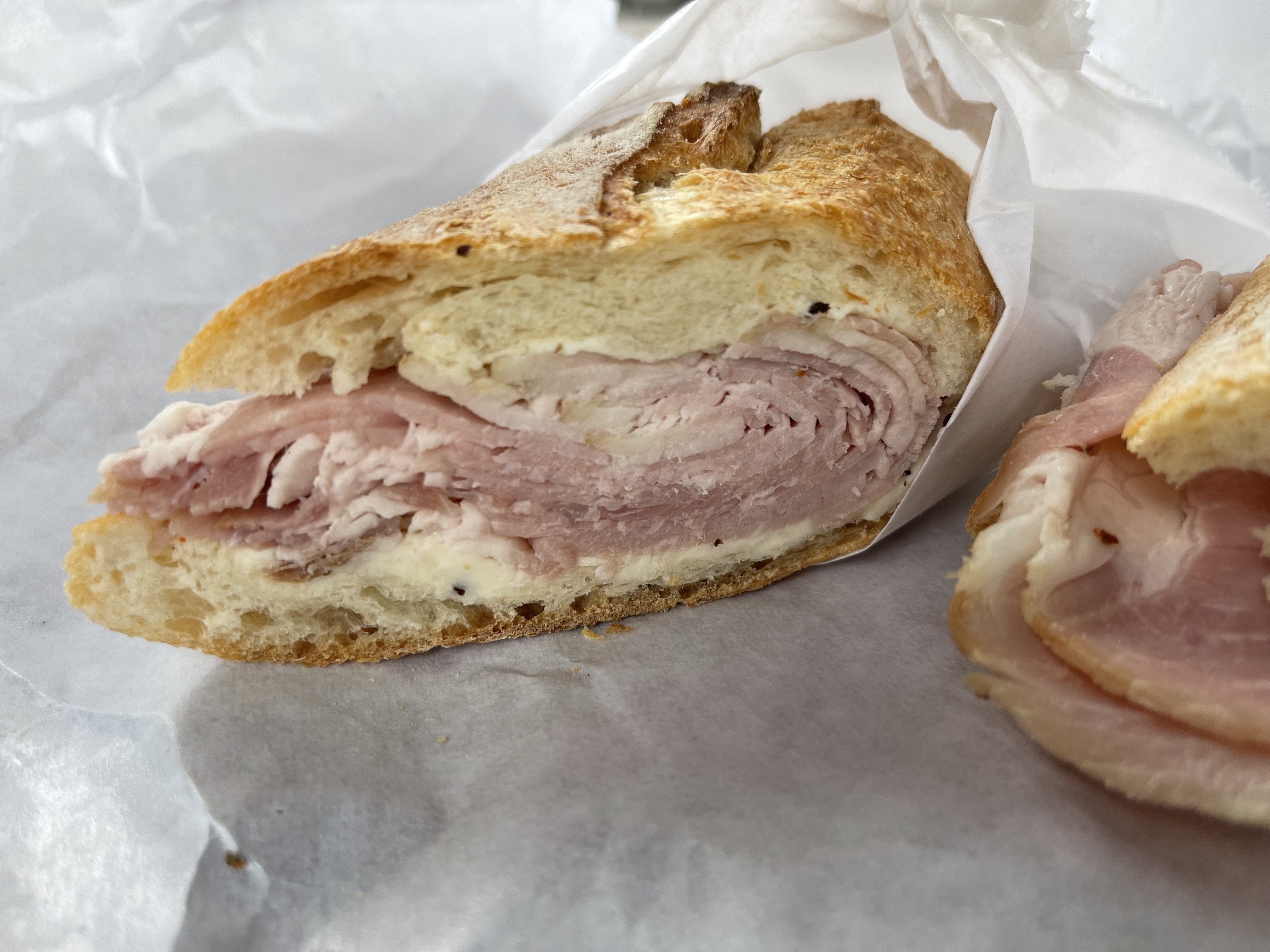

Il est à ce titre le repas le plus consommé en France, seul pays où les parts de marché du sandwich surpassent traditionnellement celles du hamburger. En 2009, les Français achètent annuellement 830 millions de jambon-beurre, soit plus de 2,2 millions par jour, soit 72 % de la consommation nationale totale des « sandwiches baguette », eux-mêmes couvrant 64 % de la consommation totale de sandwiches en France. En 2017, pour la première fois en France, les ventes de hamburgers ont dépassé celles du jambon-beurre.
« Les savoir-faire artisanaux et la culture de la baguette de pain française » sont inscrits à l'inventaire du patrimoine culturel immatériel en France depuis le 23 novembre 2018 et au patrimoine culturel immatériel de l'UNESCO depuis le 30 novembre 2022.

## Informations nutritionnelles
Un sandwich apporte une valeur énergétique d'environ 400 calories au total, pour une densité calorique de 285 kcalories aux 100 grammes, ces valeurs variant selon le fabricant et le poids de l'objet. La teneur en constituants se décompose notamment comme suit :

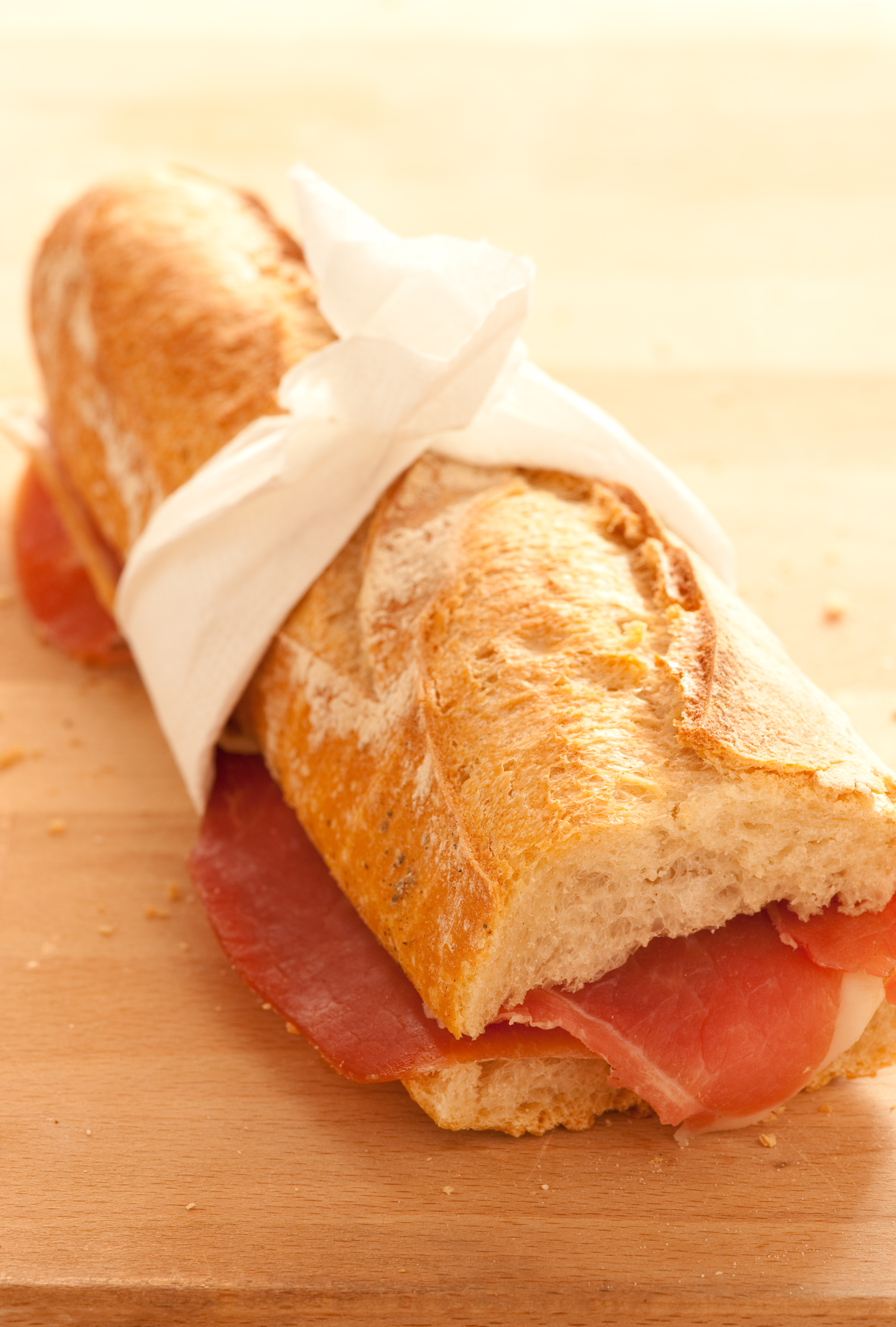
Variante avec du jambon cru.

- calories : 285 kcal/100 g
- lipides : 11,5 g/100 g
- glucides : 33,7 g/100 g
- protéines : 9,93 g/100 g
- sodium : 675 mg/100 g

## Quelques variantes
- sandwich jambon cru
- sandwich jambon-fromage, avec du fromage (comté, emmental, brie...)
- croque-monsieur, avec pain de mie, jambon, fromage, grillé au four
- dagobert (Belgique francophone) variante avec jambon, fromage, crudités (salade, tomate, oignon...) œuf dur et mayonnaise.
- hot-dog, avec pain brioché et saucisse de Francfort.
- sandwich américain, avec steak haché et frites.